# Amarante (couleur)
Pour les articles homonymes, voir Amarante.

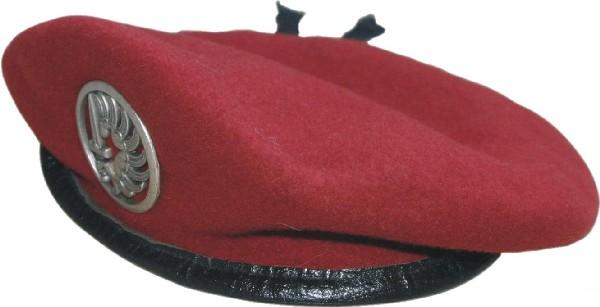
Béret amarante du 35e régiment d'artillerie parachutiste (France).

Amarante est une couleur pourpre plus claire que le bordeaux. Son nom provient de la fleur d'amarante, dont le nom signifie « ne fane pas ».

« Une flamme élégante
Pourpre et envoûtante
D’un rouge amarante. »

— Maurane, Rouge amarante, album Si aujourd'hui.

## Colorimétrie
Au XIXe siècle, Chevreul situe les couleurs les unes par rapport aux autres et aux raies de Fraunhofer. « Amaranthe » est une couleur de teinture de l’ancienne Instruction générale pour la teinture des laines de 1671. Elle se fait par mélange de rouge écarlate de France au kermès et de bleu, ou par mélange de rouge cramoisi de cochenille et de bleu. Chevreul l'évalue à violet-rouge 10 ton au 12 ton dans son nuancier.

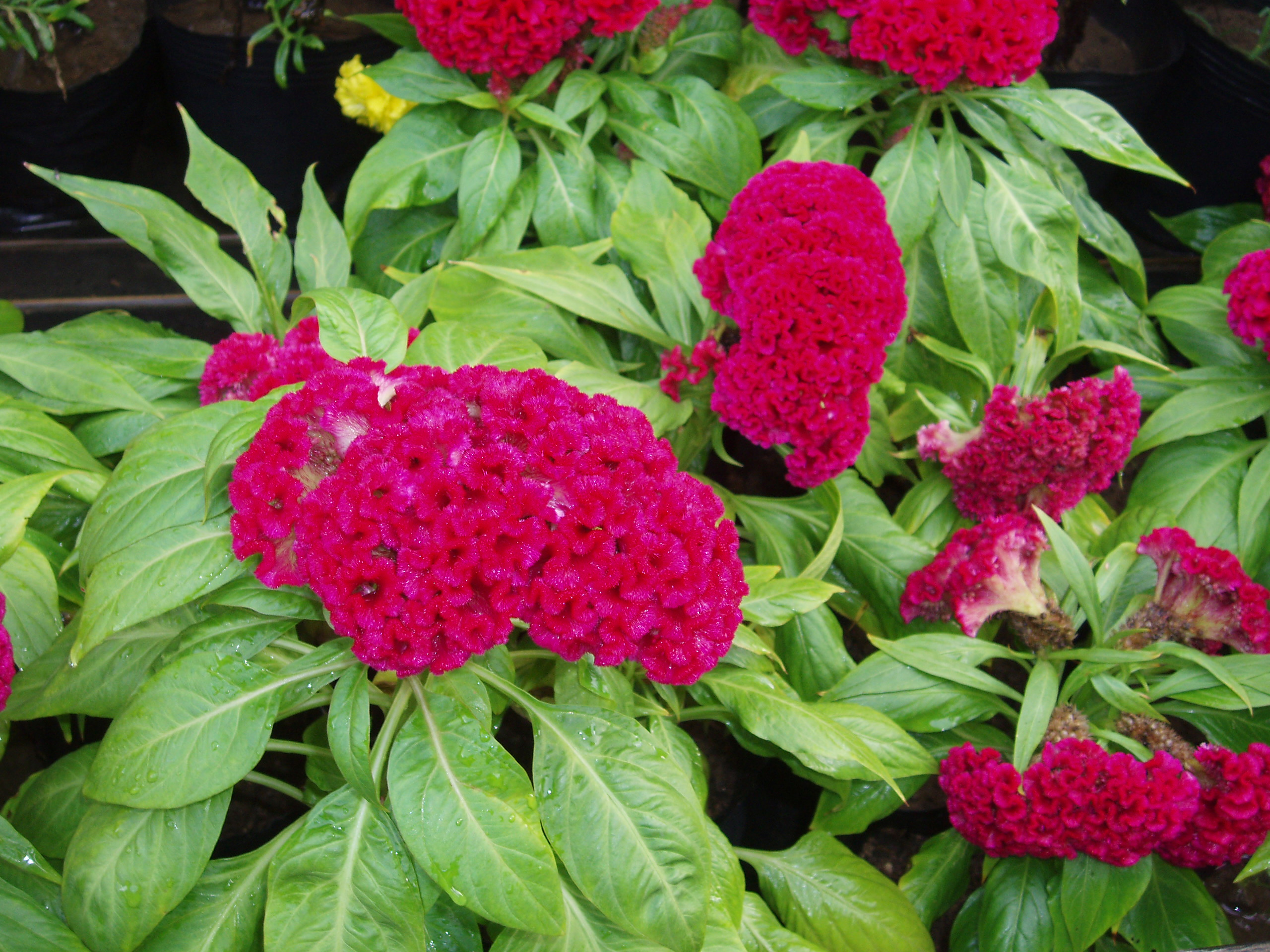
Celosia cristata.

Le Répertoire de couleurs des chrysanthémistes (1905) définit « amarante » comme « la couleur d'ensemble des crêtes de l'amarante crête-de-coq type (Celosia cristata), abstraction faite de leur réflexion rougeâtre en plein soleil ». Il donne aussi la laque amarante de Lorilleux et la laque de garance pourpre du marchand de couleurs Bourgeois pour des synonymes de pourpre, et note « rose amarante », synonyme de « rose violacé ».

## Usage conventionnel
La robe universitaire des scientifiques français est amarante, comme le béret rouge des militaires parachutistes. Les sous-officiers et militaires du rang des régiments médicaux, ainsi que les médecins du Service de Santé des Armées portent du drap couleur amarante sur leurs képis, le fond des caducées et de la grenade.
En Belgique, le parti Démocrate fédéraliste indépendant utilise un violet-carmin qu'il appelle « (amarante) », ce qui fait qu'on l'appelle le « parti amarante ».